# Giuseppe Tucci
Giuseppe Tucci (Macerata, 5 de junio de 1894-San Polo dei Cavalieri (Roma) 5 de abril de 1984), fue un investigador orientalista y arqueólogo italiano, especializado en el Tíbet y en la historia del budismo.
Hablaba fluidamente diversos idiomas como el sánscrito, bengalí, pāli, prácrito, chino y tibetano. Fue profesor de la Universidad de La Sapienza en Roma hasta su muerte.

## Biografía
Giuseppe Tucci nació en el seno de una familia de clase media en Macerata (Italia).
Aprendió de manera autodidacta hebreo, chino y sánscrito antes de ir a la universidad en 1911, a la edad de 18 años, y publicó una colección epigráfica latina en el prestigioso Instituto Arqueológico Alemán.
Completó sus estudios en la Universidad de La Sapienza en 1919, donde sus estudios fueron interrumpidos constantemente debido a la Primera Guerra Mundial.
Luego de graduarse, viajó a la India y se estableció en la Universidad de Viswa-Bharat, fundada por el poeta bengalí y premio nobel Rabindranath Tagore. Ahí estudió budismo, tibetano y bengalí, mientras enseñaba italiano y chino.
También estudió e impartió enseñanzas en las universidades de Daca, Benarés y Calcuta. Permaneció en la India hasta 1931, cuando regresó a Italia.
Fue el más importante estudioso del oriente en Italia, sus intereses fueron tan amplios que abarcaron desde la antigua religión iraní hasta la filosofía china.
Sus actividades académicas se centraron principalmente dentro de la Universidad de Roma, sin embargo visitaba diversas instituciones de Europa y Asia. En 1931, la Universidad de Nápoles lo nombró como su primer catedrático de lengua y literatura china.
En 1933, junto al filósofo Giovanni Gentile, fundó el Istituto italiano per il Medio ed Estremo Oriente (Instituto Italiano para el Medio y Lejano Oriente), con sede en Roma.
Organizó varias excavaciones arqueológicas pioneras a lo largo de Asia, así como en Swat en Pakistán, Ġaznī en Afganistán, Persépolis en Irán y en los Himalayas. También fue el promotor del Museo Nacional de Arte Oriental.
En 1978, recibió el premio Jawaharlal Nehru por su comprensión internacional.
Durante el curso de su vida, escribió cerca de 360 libros y artículos.

## Obras principales
- Indo-tibetica 1: Mc'od rten e ts'a ts'a nel Tíbet indiano ed occidentale: contributo allo studio dell'arte religiosa tibetana e del suo significato. Roma: Reale Accademia d'Italia, 1932.
- Indo-tibetica 2: Rin c'en bzan po e la rinascita del buddhismo nel Tíbet intorno al Mille. Roma: Reale Accademia d'Italia, 1933.
  - En inglés: Rin-chen-bzan-po and the renaissance of Buddhism in Tibet around the millennium (‘Rin-Chen-Bzan-Po y el renacimiento del budismo en el Tíbet cerca del milenio’). Nueva Delhi: Aditya Prakashan, 1988).
- Con E. Ghersi: Cronaca della missione scientifica Tucci nel Tíbet occidentale (1933). Roma: Reale Accademia d'Italia, 1934.
  - En inglésSecretos del Tíbet. Crónica de la expedición científica de Tucci al oeste del Tíbet de 1933: Londres y Glasgow: Blackie & Son, 1935.
- Indo-tibetica 3: I templi del Tíbet occidentale e il loro simbolismo artístico, 2 vols. Roma: Reale Accademia d'Italia, 1935-1936.
- Santi e briganti nel Tíbet ignoto: diario della spedizione nel Tíbet occidentale 1935, Milano, U. Hoepli, 1937.
- Indo-tibetica 4: Gyantse ed i suoi monasteri, 3 vols, Roma, Reale Accademia d'Italia, 1941 (Gyantse y sus monasterios, Nueva Delhi, Aditya Prakashan, 1989).
- Asia religiosa. Roma: Partenia, 1946.
- Tibetan Painted Scrolls, 3 vols. Roma: Istituto Poligrafico e Zecca dello Stato, 1949.
- Teoria e pratica del Mandala. Roma: Astrolabio, 1949 (Teoría y práctica de los mandalas, Londres, Rider and Co., 1961).
- Italia e Oriente. Milano: Garzanti, 1949.
- Tibetan folksongs from the district of Gyantse, Ascona, Artibus Asiae, 1949; 2nd rev. ed. 1966.
- The Tombs of the Tibetan Kings. Roma: IsMEO, 1950.
- A Lhasa e oltre. Roma: La Libreria dello Stato, 1950.
  - A Lhasa y más allá. Roma: La Libreria dello Stato, 1956.
- Tra giungle e pagode. Roma: La Libreria dello Stato, 1953.
- Preliminary report on two scientific expeditions in Nepal. Roma: IsMEO, 1956.
- Storia della filosofia indiana. Bari: Laterza, 1957.
- Nepal: alla scoperta dei malla. Bari: Leonardo da Vinci, 1960.
  - Nepal. El descubrimiento de los malla. Londres: George Allen & Unwin, 1962.
- Die Religionen Tibets in G. Tucci and W. Heissig, Die Religionen Tibets und der Mongolei, Stuttgart, W. Kohlhammer, 1970.
  - Las religiones del Tíbet. Londres: Routledge & Kegan Paul, 1980; Barcelona: Ediciones Paidós, 2013.

### Obras sobre Giuseppe Tucci
- Giuseppe Tucci: Commemorazione tenuta dal Presidente dell'Istituto Gherardo Gnoli il 7 maggio 1984 a Palazzo Brancaccio. Roma: IsMEO, 1984.
- Raniero Gnoli, Ricordo di Giuseppe Tucci. Roma: IsMEO, 1985.
- Giuseppe Tucci nel centenario della nascita: Roma, 7-8 giugno 1994, a cura di Beniamino Melasecchi. Roma: IsMEO, 1995.
- Giuseppe Tucci: Un maceratese nelle terre sacre dell'Oriente, Macerata, Comune di Macerata, 2000.
- Tucci l'esploratore dell'anima, Catalogue of the Exhibition, Pollenza, Arte Nomade, 2004 (en italiano e inglés)
- Enrica Garzilli, "Un maceratese che andò lontano: Giusppe Tucci, le Marche e l'Oriente", in Identità Sibillina, Anno 2006, n. 2.
- Enrica Garzilli, L'esploratore del duce, Roma/Milano, asiatica association, 2012.
- Oscar Nalesini, "Assembling loose pages, gathering fragments of the past: Giuseppe Tucci and his wanderings throughout Tibet and the Himalayas, 1926-1954", in Sanskrit Texts from Giuseppe Tucci’s Collection Part I, Edited by Francesco Sferra, Roma, IsIAO, 2008, pp. 79-112 (Manuscripta buddhica, 1)
- Oscar Nalesini, "A short history of the Tibetan explorations of Giuseppe Tucci", in Visibilia invisibilium. Non-invasive analyses on Tibetan paintings from the Tucci expeditions, ed. by M. Laurenzi Tabasso. M.A. Polichetti, C. Seccaroni. Orientalis Publications, 2011, pp. 17-28;
- O. Nalesini, "Il carteggio Moise-Tucci sulla spedizione tibetana del 1948", in Miscellanea di storia delle esplorazioni, vol. XXXVII, Génova, Bozzi, 2012, pp. 115-161.
- O. Nalesini, "Felice Boffa Ballaran, diarista, fotografo e cartografo della spedizione italiana in Tibet del 1939", in Miscellanea di storia delle esplorazioni, vol. XXXVIII, Génova, Bozzi, 2013, pp. 267-309.